# Симеон Синивирски
Симеон Стоев (Стоянов) Бозуков-Синивирски е български просветен деец от Възраждането.

## Биография
Роден е в 1846 година в добруджанското село Гьокче Дюлюк. Завършва Габровската гимназия. Става учител и преподава в Нов градец, в Долното училище в Хаджиоглу Пазарджик и в Айдемир.
След създаването на Княжество България в 1878 година е помощник-главен библиотекар на Народната библиотека в София, съдебен служител и адвокат.
Синивирски е активист на Македонската организация. През май 1899 година е делегат от Добричкото македонско дружество на Шестия македонски конгрес.
Умира в 1931 година.